# Evereve
Gli Evereve sono una band gothic metal formata nel 1993 in Germania.
Il nome deriva dalla serie di romanzi di J. R. R. Tolkien Il Signore degli Anelli, in cui Evereve è un luogo di colline e fontane cantato da Bilbo Baggins nella Canzone di Eärendil. Secondo il tastierista e cantante Michael Zeissel, la band ha scelto questo nome palindromo perché è un acronimo delle parole “Forever evening”, che tratteggiano lo spirito del gruppo.

## Storia
Nel 1999 il cantante Tom Sedotschenko si suicidò.
La loro casa discografica fu Nuclear Blast fino al 2001, quando la band passò alla Massacre Records con l'album E.netics.

## Stile
Lo stile del cantante è “pulito”, senza utilizzo di growl; generalmente canta in inglese (escluse alcune eccezioni come Abraza La Luz cantata in spagnolo).
Predomina l'uso del sintetizzatore a differenza dei tipici gruppi metal, occasionalmente fanno uso del campionatore per introdurre i loro canzoni (sebbene questa tecnica abbia cominciato a declinare negli ultimi anni).
Gli Evereve escrivono il loro stile come cybergoth.

## Formazione

### Formazione attuale
- MZ Eve 51 – voce, tastiere
- Havoc – chitarra
- O-IQ – basso
- MC W1fbeater – batteria

### Ex componenti
- Smart Basstard – basso
- SK Kiefer Durden – batteria
- Tom Sedotschenko – voce

## Discografia

### Album in studio
- 1997 – Seasons
- 1998 – Stormbirds
- 1999 – Regret
- 2001 – E-mania
- 2002 – E.netics
- 2005 – Tried & Failed

### Demo
- 1994 – On The Verge Of Tears
- 1995 – Promo-Split-CD (con i Parracide)
- 1996 – Seasons Of Love And Desperation

### EP
- 2010 – Emission

### Raccolte
- 2016 – Origins (2 CD)

## Videografia
- 1997 – Live & Plugged (con i Darkseed e gli In Flames)